# Nun (mitología)

Imagen de Nun

Nun es el «océano primordial» en la mitología egipcia, elemento común en todas las cosmogonías del Antiguo Egipto. El término Nun es el utilizado en el periodo tardío, mientras que más arcaicamente se utilizaba Nuu.

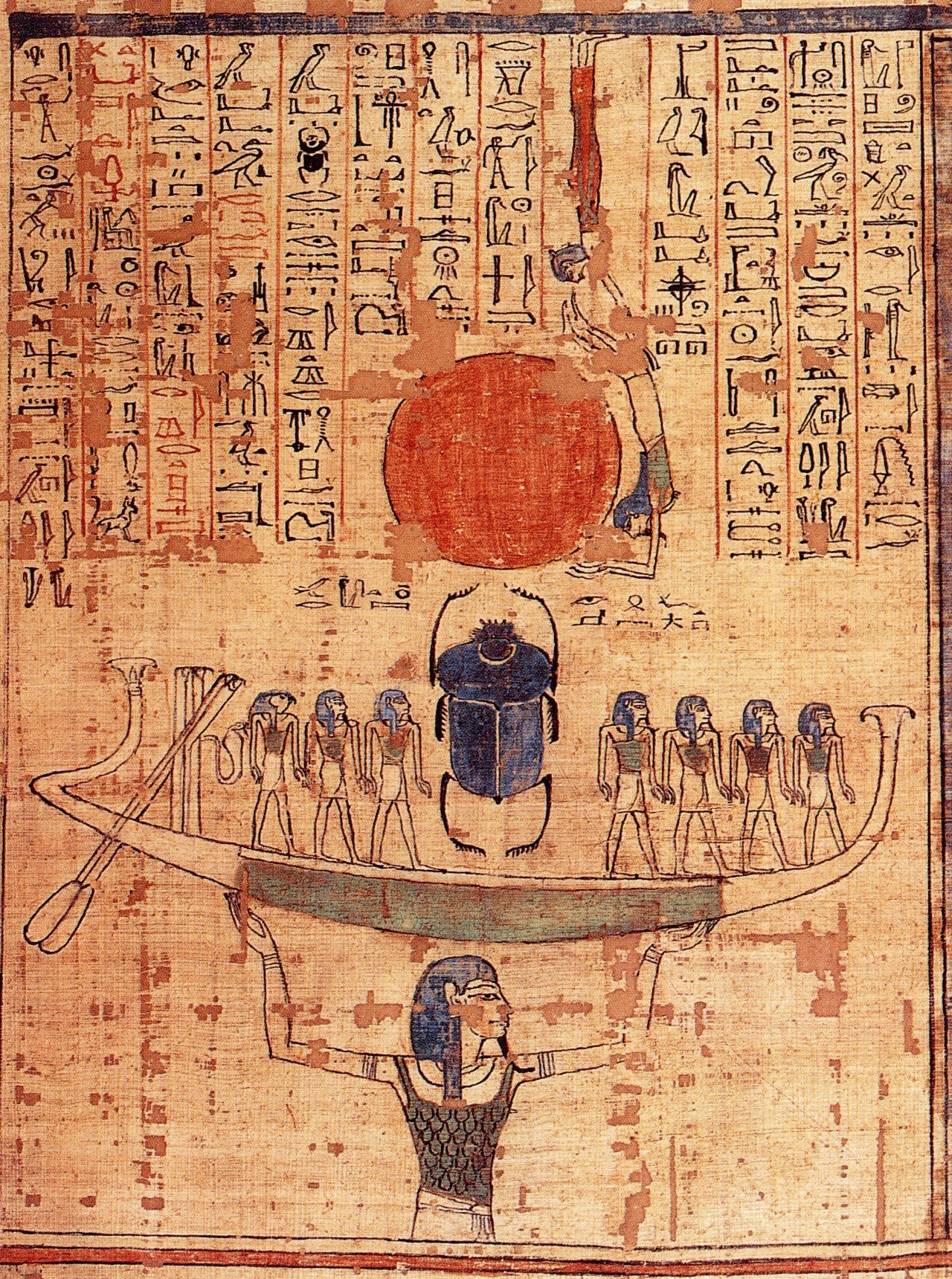
Nun, como dios del Océano Primordial, porta la barca del dios sol Ra.

## Iconografía
Nun, considerado deidad primordial benefactora, es representado algunas veces con forma humana, o con cabeza de rana (Hermópolis) coronado con dos altas plumas o con su nombre jeroglífico sobre la cabeza.

## Mitología

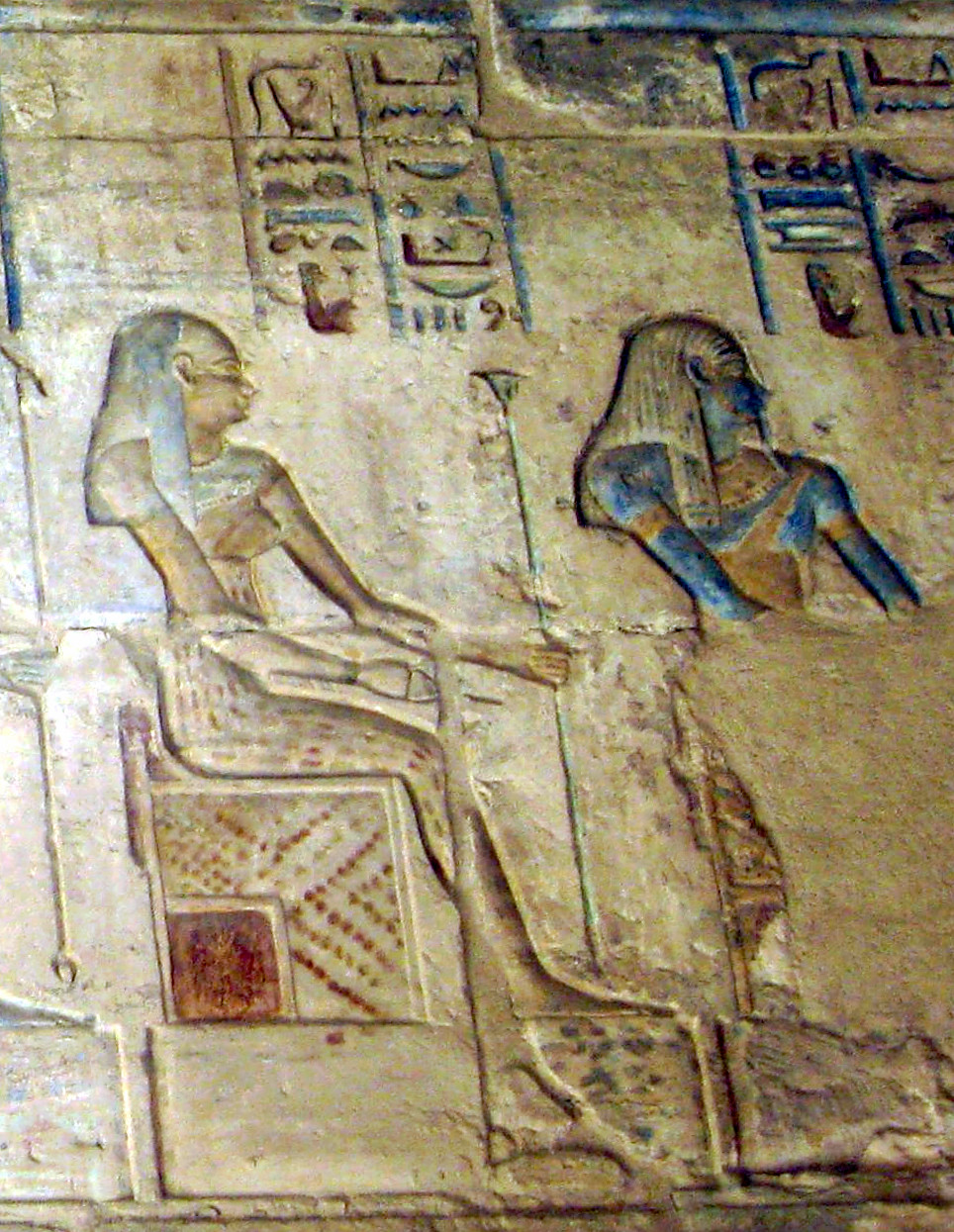
Nun y Nunet.

Nun era entendido como un "concepto"; es el principio común en todas las cosmogonías, la primera sustancia abstracta, el elemento caótico que contiene el potencial de la vida, simbolizado como caóticas aguas primordiales que ocupaban todo el universo. 
En el principio, antes de la creación, solo hay Nun (pero «no existe»), es un océano inerte, sin límites, rodeado de absoluta oscuridad, que no es la noche, pues aún no se había creado esta. Los sacerdotes egipcios, para describir este estado, enumeraban lo que no existía. 
Del Nun surge espontáneamente la vida como demiurgo que solo piensa. 
A continuación el demiurgo comienza a hablar, y se disocia del Nun que se convierte en el «océano primordial». Aún no existe y por ende no ve lo que ocurre. Entonces el Demiurgo comenta al Nun lo que sucede; el relato del Demiurgo provocando la respuesta y el despertar del Nun, es el origen de la palabra, y del diálogo. 
En ese momento el Demiurgo se mueve y es el principio de la Creación. Pues el Demiurgo y el Nun , al ser deidades primordiales, no forman parte realmente de la Creación.
Se creía que, después de la creación, las aguas del Nun rodeaban la Tierra, siendo Nun el responsable de la inundación anual del Nilo, y de las aguas subterráneas que marcaban los límites entre el mundo de los vivos y el de los muertos.
Nun, como concepto deificado, posee un Ba (espíritu) que es el Sol.

## Epítetos
Sus títulos principales fueron: "El Océano Primordial", "Las Aguas de la Vida", o "El Padre de los Dioses".

## Culto
Nun, como elemento primordial, nunca poseyó santuarios ni se celebraron fiestas en su honor. Los lagos sagrados de los centros teológicos eran la imagen de este océano primigenio, y el lugar donde se celebraban rituales de renacimiento mediante lavados simbólicos.
Nun se puede hallar representado en casi todos los santuarios egipcios, sobre los muros de templos. En tumbas y papiros aparece con cierta asiduidad, identificado frecuentemente con una de las horas de la noche.
| n · W24 · W24 · W24 | w | \| \| | W24 · W24 · W24 · pt | n · n · n | A40 |
|                     |   |       |                      |           |     |

|  |

| n · W24 · W24 · W24 | w | \| \| | W24 · W24 · W24 · pt | n · n · n | A40 |
|                     |   |       |                      |           |     |

|  |